# Petter Kukkonen
Petter Kukkonen (* 20. August 1981 in Lieksa) ist ein finnischer Skitrainer und Schriftsteller sowie ehemaliger Nordischer Kombinierer.

## Werdegang
Karriere als Nordischer Kombinierer
Kukkonen, der für Lieksan Hiihtoseura startete, versuchte sich bereits am 9. April 1995 im Skisprung-Continental-Cup, verpasste allerdings deutlich die Punkteränge. In der Folge konzentrierte er sich auf die Nordische Kombination. Bei den Nordischen Junioren-Skiweltmeisterschaften 2000 in Štrbské Pleso gewann Kukkonen sowohl im Sprint als auch im Team gemeinsam mit Jaakko Tallus, Jari Hiukka und Jouni Kaitainen die Goldmedaille. Wenige Wochen später debütierte er beim Sprint in Lahti im Weltcup, verpasste allerdings deutlich eine Platzierung unter den besten Dreißig. Die Saison schloss er auf dem 55. Platz der Weltcup-Gesamtwertung ab, obwohl er alle seine Punktgewinne lediglich im zweitklassigen B-Weltcup erhielt. Nachdem er zum Auftakt in den Winter 2000/01 erneut erfolglos im Weltcup gestartet war, gewann er bei den Nordischen Junioren-Skiweltmeisterschaften 2001 im Karpacz Silber mit dem Team. Im B-Weltcup 2001/02 gelang Kukkonen beim Massenstart in Vuokatti im Dezember 2001 das erste Mal der Sprung unter die besten Zehn, konnte diese Leistung im weiteren Saisonverlauf allerdings nicht bestätigen. In der B-Weltcupgesamtwertung belegte er Rang 27. Zum Saisonabschluss gewann Kukkonen als Dritter bei den finnischen Meisterschaften 2002 in Rovaniemi gemeinsam mit Kai Kovaljeff und Jaakko Tallus seine erste nationale Medaille. In den beiden darauffolgenden Saisons verfehlte Kukkonen die Punkteränge im B-Weltcup. Nach den finnischen Meisterschaften 2004, bei denen er mit dem Team Silber gewann, beendete er seine Karriere.
Trainerkarriere
Nach dem Ende seiner sportlichen Laufbahn blieb Kukkonen dem Sport verbunden und begann bereits 2005 in der Vuokatti Sportschule seine Trainerausbildung. Nachdem er fünf Jahre lang die estnischen Nationalteams in der Nordischen Kombination und im Skispringen trainierte, wechselte er 2010 zum finnischen Skiverband, wo er für die Jugendausbildung zuständig war. Im April 2012 wurde er zum Cheftrainer der finnischen Nationalmannschaft in der Nordischen Kombination ernannt. In den folgenden Jahren gehörte er zu den erfolgreichsten Trainern, sodass im Jahr 2018 der Vertrag mit Kukkonen, der im gleichen Jahr zu den Nominierten des Trainer-des-Jahres-Preises gehörte, um weitere zwei Jahre verlängert wurde. Eine weitere Fortsetzung der Zusammenarbeit um zwei Jahre wurde im April 2020 bekanntgegeben.
Schriftsteller
Im August 2020 veröffentlichte der finnische Verlag docendo Kukkonens Debütroman Oliivipuut eivät koskaan kuole (Olivenbäume sterben nie), in dem sich der Protagonist auf die Olympischen Spiele im antiken Griechenland vorbereitet.

## Statistik

### Weltcup-Platzierungen
| Saison  | Platz | Punkte |
| ------- | ----- | ------ |
| 1999/00 | 55.   | 68     |

### B-Weltcup-Platzierungen
| Saison  | Platz | Punkte |
| ------- | ----- | ------ |
| 1999/00 | 35.   | 68     |
| 2001/02 | 27.   | 71     |

## Werke
- Oliivipuut eivät koskaan kuole. Roman. Docendo, Finnland 2020, ISBN 978-952-291801-7[7]